# Tetsuya Iwanaga
Tetsuya Iwanaga (jap. 岩永 哲哉 Iwanaga Tetsuya; ur. 24 czerwca 1970) – japoński aktor głosowy.

## Wybrane role
- 1994: Piłka w grze –
  - Sawaguchi,
  - Katsuhisa Takahashi
- 1995: Tajemnica przeszłości – Tomite
- 1995: Neon Genesis Evangelion – Kensuke Aida
- 1995: Slayers: Magiczni wojownicy – Hallas Ryzu
- 1997: Pokémon – Rikao
- 2001: Yu-Gi-Oh! – Marik Ishtar
- 2006: Tsubasa Reservoir Chronicle – Souseki
- 2006: Detektyw Conan – Hidehiko Nakazato
- 2011: Puella Magi Madoka Magica – Tomohisa Kaname